# La Nef des fous (film, 2014)
Pour les articles homonymes, voir La Nef des fous.
Pour plus de détails, voir Fiche technique et Distribution.
La Nef des fous est un documentaire belge réalisé par Éric D'Agostino et Patrick Lemy, sorti en 2014.
Le film a été présenté en avant-première au Festival des Libertés (Bruxelles).

## Synopsis
Des personnes jugées irresponsables par la justice belge sont internées dans l’annexe psychiatrique de la prison de Forest.

## Fiche technique
- Titre : La Nef des fous
- Réalisation : Éric D'Agostino et Patrick Lemy
- Producteur : Aurélien Bodinaux
- Pays d’origine :  Belgique
- Genre : documentaire
- Dates de sortie :
  - Belgique : 17 octobre 2014

## Festivals
- Festival des Libertés (Bruxelles, 10/2014)
- Ramdam Festival (Tournai, Belgique, 01/2015)
- Images mentales (Bruxelles, 02/2015)
- Festival International du film policier (Liège, Belgique, 04/2015)
- Magritte du cinéma (Bruxelles, 06/02/2016)